# Покровское (Кролевецкий район)
Покровское (укр. Покровське) — село,
Ярославецкий сельский совет,
Кролевецкий район,
Сумская область,
Украина.
Код КОАТУУ — 5922688902. Население по переписи 2001 года составляло 63 человека .

## Географическое положение
Село Покровское находится на правом берегу реки Медведевская, недалеко от её истоков, 
ниже по течению примыкает село Калашиновка.
К селу примыкает лесной массив (сосна).